# Communauté d’agglomération de Nevers
Die Communauté d’agglomération de Nevers (inoffiziell: Nevers Agglomération) ist ein französischer Gemeindeverband mit der Rechtsform einer Communauté d’agglomération im Département Nièvre in der Region Bourgogne-Franche-Comté. Der Gemeindeverband wurde am 31. Dezember 2002 gegründet und umfasst 14 Gemeinden. Der Verwaltungssitz befindet sich im Ort Nevers.

## Historische Entwicklung
Mit Wirkung zum 1. Januar schied die Gemeinde Saint-Éloi aus dem Gemeindeverband Communauté de communes Loire et Allier aus und trat diesem Gemeindeverband bei.

## Mitgliedsgemeinden
| Gemeinde                                         | Einwohner 1. Januar 2022 | Fläche km² | Dichte Einw./km² | Code INSEE | Postleitzahl |
| ------------------------------------------------ | ------------------------ | ---------- | ---------------- | ---------- | ------------ |
| Challuy                                          | 1.468                    | 18,89      | 78               | 58051      | 58000        |
| Coulanges-lès-Nevers                             | 3.678                    | 10,80      | 341              | 58088      | 58660        |
| Fourchambault                                    | 4.019                    | 4,55       | 883              | 58117      | 58600        |
| Garchizy                                         | 3.666                    | 16,42      | 223              | 58121      | 58600        |
| Germigny-sur-Loire                               | 748                      | 18,78      | 40               | 58124      | 58320        |
| Gimouille                                        | 414                      | 14,26      | 29               | 58126      | 58470        |
| Marzy                                            | 3.650                    | 24,41      | 150              | 58160      | 58180        |
| Nevers                                           | 33.172                   | 17,33      | 1.914            | 58194      | 58000        |
| Parigny-les-Vaux                                 | 965                      | 31,47      | 31               | 58207      | 58320        |
| Pougues-les-Eaux                                 | 2.388                    | 12,72      | 188              | 58214      | 58320        |
| Saincaize-Meauce                                 | 364                      | 21,48      | 17               | 58225      | 58470        |
| Saint-Éloi                                       | 2.220                    | 16,45      | 135              | 58238      | 58000        |
| Sermoise-sur-Loire                               | 1.490                    | 24,88      | 60               | 58278      | 58000        |
| Varennes-Vauzelles                               | 9.166                    | 33,99      | 270              | 58303      | 58640        |
| Communauté de communes Amognes Cœur du Nivernais | 67.408                   | 266,43     | 253              | –          | –            |